# Liste bekannter Vorderasiatischer Archäologen
In dieser Liste werden Vorderasiatische Archäologen gesammelt, die für dieses Fach habilitiert wurden, als Autoren relevant sind oder andere bedeutende Beiträge zur Vorderasiatischen Archäologie geleistet haben. Von ihnen unterschieden werden die Altorientalisten, die sich nicht mit den materiellen Hinterlassenschaften der altorientalischen Kulturen, sondern mit ihren Sprachen, ihrer Kultur und Geschichte beschäftigen, wiewohl beide Disziplinen eng miteinander verzahnt und aufeinander angewiesen sind.

## A
- Yohanan Aharoni (Israeli, 1919–1976)
- William Foxwell Albright (US-Amerikaner, 1891–1971)
- Bahadır Alkım (Türke, 1915–1981)
- Pierre Amiet (Franzose, 1922–2021)
- Walter Andrae (Deutscher, 1875–1956)
- Güven Arsebük (Türke, 1936–2017)

## B
- Thomas Beran (Deutscher, 1926–1998)
- Reinhard Bernbeck (Deutscher, * 1958)
- Susanne Berndt-Ersöz (Schwedin, * 1959)
- Geoffrey Bibby (Brite/Däne, 1917–2001)
- Kurt Bittel (Deutscher, 1907–1991)
- Rainer Michael Boehmer (Deutscher, 1930–2022)
- Daniele Morandi Bonacossi (Italiener, * 1962)
- Dominik Bonatz (Deutscher, * 1966)
- Helmuth Theodor Bossert (Deutscher, 1889–1961)
- Paul-Émile Botta (Franzose, 1802–1870)
- Linda Braidwood (US-Amerikanerin, 1909–2003)
- Robert John Braidwood (US-Amerikaner, 1907–2003)
- Burchard Brentjes (Deutscher, 1936–2010)
- Joachim Bretschneider (Deutscher, * 1961)
- William Hepburn Buckler (US-Amerikaner, 1867–1952)
- Howard Crosby Butler (US-Amerikaner, 1872–1922)
- Charles A. Burney (Brite, * 1930)

## C
- William Moir Calder (Schotte, 1881–1960)
- Peter Calmeyer (Deutscher, 1930–1995)
- Ertugrul Caner (Türke)
- Edward Chiera (Italiener/US-Amerikaner, 1885–1933)
- Charles Clermont-Ganneau (Franzose, 1846–1923)
- Dominique Collon (Belgierin, * 1940)
- Margaret Cool Root (US-Amerikanerin, * 1947)
- John W. Crowfoot (Brite, 1873–1959)
- Nicola Crüsemann (Deutsche, * 1964)

## D
- James Dawkins (Brite, 1722–1757)
- John Devreker (Belgier, 1943–2023)
- Friedrich Karl Dörner (Deutscher, 1911–1992)
- Maurice Dunand (Franzose, 1898–1987)

## E
- Margarete van Ess (Deutsche, * 1960)

## F
- Clarence S. Fisher (US-Amerikaner, 1876–1941)
- Gerald Milnes Fitzgerald (Brite, 1883–1958)
- Henri Frankfort (Niederländer, 1897–1954)

## G
- Alessandra Gilibert (Italienerin)
- Theresa Goell (US-Amerikanerin, 1901–1985)
- Crawford H. Greenewalt, Jr. (US-Amerikaner, 1937–2012)

## H
- George M. A. Hanfmann (US-Amerikaner, 1911–1986)
- Timothy P. Harrison (Kanadier)
- Harald Hauptmann (Deutscher, 1936–2018)
- Ernst Herzfeld (Deutscher, 1879–1948)
- Léon Heuzey (Franzose, 1831–1922)
- Barthel Hrouda (Deutscher, 1929–2009)
- Carl Humann (Deutscher, 1839–1896)

## I
- Jale İnan (Türkin, 1914–2001)
- Harald Ingholt (Däne, 1896–1985)

## J
- Liane Jakob-Rost (Deutsche, * 1928)

## K
- Josef Keil (Österreicher, 1878–1963)
- Evelyn Klengel-Brandt (Deutsche, * 1932)
- Klaus Koch (Deutscher, 1926–2019)
- Gustav Körte (Deutscher, 1852–1917)
- Robert Koldewey (Deutscher, 1855–1925)
- Hartmut Kühne (Deutscher, * 1943)

## L
- Peter Lampe (Deutscher, * 1954)
- Thomas Edward Lawrence (Brite, 1888–1935)
- Austen Henry Layard (Brite, 1817–1894)
- Philippe Le Bas (Franzose, 1794–1860)
- François Lenormant (Franzose, 1837–1883)
- Heinrich Lenzen (Deutscher, 1900–1978)
- Manfred Lindner (Deutscher, 1918–2007)
- Mary Aiken Littauer (US-Amerikanerin, 1912–2005)
- Seton Lloyd (Brite, 1902–1996)
- William Kennett Loftus (Brite, 1820–1858)
- Felix von Luschan (Österreicher, 1854–1924)

## M
- Max Mallowan (Brite, 1904–1978)
- Lutz Martin (Deutscher, * 1954)
- Arif Müfid Mansel (Türke, 1905–1975)
- James Mellaart (Brite, 1925–2012)
- Machteld Mellink (US-Amerikanerin, 1917–2006)
- Jan-Waalke Meyer (Deutscher, 1945–2023)
- Jacques de Morgan (Franzose, 1857–1924)
- Andreas Müller-Karpe (Deutscher, * 1957)
- Michael Müller-Karpe (Deutscher, * 1955)
- Oscar White Muscarella (US-Amerikaner, 1931–2022)

## N
- Wolfram Nagel (Deutscher, 1923–2019)
- Rudolf Naumann (Deutscher, 1910–1996)
- Ezzatollah Negahban (Iraner, 1926–2009)
- Günter Neumann (Deutscher, 1920–2005)
- Hans Neumann (Deutscher, * 1953)
- Wolf-Dietrich Niemeier (Deutscher, * 1947)
- Peter Neve (Deutscher, 1929–2014)
- Hans J. Nissen (Deutscher, * 1935)
- Mirko Novák (Deutsch-Slowake, * 1965)
- Astrid Nunn (Deutsche, * 1956)

## O
- Winfried Orthmann (Deutscher, 1935–2024)
- Susanne Osthoff (Deutsche, * 1962)
- Nimet Özgüç (Türkin, 1916–2015)
- Tahsin Özgüç (Türke, 1916–2005)

## P
- André Parrot (Franzose, 1901–1980)
- Barbara Patzek (Deutsche, * 1948)
- Wendell Phillips (US-Amerikaner, 1925–1975)
- Peter Pfälzner (Deutscher, * 1960)
- Dikaios Porphyrios (Grieche, 1904–1971)
- Otto Puchstein (Deutscher, 1856–1911)

## R
- Margaret Cool Root (US-Amerikanerin, * 1947)
- Ellen Rehm (Deutsche, * 1962)
- Thilo Rehren (Deutscher, * 1959)
- Michael Rostovtzeff (Ukrainer/US-Amerikaner, 1870–1925)
- Alan Rowe (Brite, 1891–1968)

## S
- Beate Salje (Deutsche, * 1948)
- Ernest de Sarzec (Franzose, 1832–1901)
- James A. Sauer (US-Amerikaner, 1945–1999)
- Claude Frédéric-Armand Schaeffer (Franzose, 1898–1982)
- Klaus Schippmann (Deutscher, 1924–2010)
- Daniel Schlumberger (Franzose, 1904–1972)
- Klaus Schmidt (Deutscher, 1953–2014)
- Erich Friedrich Schmidt (US-Amerikaner deutscher Herkunft, 1897–1964)
- Itamar Singer (Israeli, 1946–2012)
- Eva Strommenger (Deutsche, 1927–2022)
- David Stronach (Brite, 1931–2020)
- Elieser Sukenik (Israeli, 1889–1953)
- Geoffrey D. Summers (Brite)
- Dietrich Sürenhagen (Deutscher, * 1945)

## T
- William Tabbernee (Australier, * 1944)
- Hermann Thiersch (Deutscher, 1874–1939)
- Reginald Campbell Thompson (Brite, 1876–1941)

## U
- Hasan Tahsin Uçankuş (Türke, 1931–2018)
- Eckhard Unger (Deutscher, 1885–1966)

## V
- Charles Virolleaud (Franzose, 1879–1968)
- Burkhard Vogt (Deutscher, * 1955)
- Mary M. Voigt (US-Amerikanerin, * 1939)

## W
- William Henry Waddington (Franzose, 1826–1894)
- Marc Waelkens (Belgier, 1948–2021)
- Ralf-Bernhard Wartke (Deutscher, 1948–2024)
- Harvey Weiss (US-Amerikaner, * 1945)
- Theodor Wiegand (Deutscher, 1864–1936)
- Hugo Winckler (Deutscher, 1863–1913)
- Robert Wood (Brite, 1717–1771)
- Leonard Woolley (Brite, 1880–1960)

## Y
- Jak Yakar (Israeli, * 1943)
- Rodney Stuart Young (US-Amerikaner, 1907–1974)
- Paul Yule (US-Amerikaner, * 1947)

## Amateure, Autodidakten, Dilettanten, Mäzene und Sammler
- Gertrude Bell (Britin, 1868–1926)
- Agatha Christie (Britin, 1890–1976)
- Victor Guérin (Franzose, 1821–1891)
- Karl Lanckoroński (Österreicher, 1848–1933)
- Manfred Lindner (Deutscher, 1918–2007)
- Max von Oppenheim (Deutscher, 1860–1946)
- Ernest de Sarzec (Franzose, 1832–1901)
- Heinrich Schliemann (Deutscher, 1822–1890)
- Ludwig Spiegelthal (Deutscher, 1823–1900)
- Sir Wilfred Thesiger (Brite, 1910–2003)
- Charles Warren (Brite, 1840–1927)
- Robert Wood (Brite, 1717–1771)